# Балансиране на камъни
Балансирането на камъни (на английски: rock balancing) е инсталационно изкуство и хоби, при което камъни се подреждат един върху друг в различни положения, като целта е опазването на равновесието им. Не се използват никакви лепящи или поддържащи средства, тел или пръстени. Съществуват различни стилове в балансирането на камъни, като например:
- Балансирано редене – плоски камъни се редят един върху друг до достигане на голяма височина;
- Контраравновесие – по-ниските камъни зависят от тежестта на по-високо разположените, за да поддържат равновесното си положение;
- Фрийстайл (свободен стил) – смес от двете по-горе, може да включва арки и варовиков материал;
- Чисто равновесие – всеки камък е в равновесно положение сам за себе си.

Произведенията на изкуството в някои от тези стилове могат да имат изключително кратък живот.
- Балансирано редене
- Фрийстайл
- Чисто равновесие

## Критики
Някои посетители на природни територии, които искат да изпитат природата в непокътнатия ѝ от човешка намеса вид, се противопоставят на практиката на балансирането на камъни, особено на обществени места като национални паркове, национални гори и държавни паркове.
|  | Тази страница частично или изцяло представлява превод на страницата Rock balancing в Уикипедия на английски. Оригиналният текст, както и този превод, са защитени от Лиценза „Криейтив Комънс – Признание – Споделяне на споделеното“, а за съдържание, създадено преди юни 2009 година – от Лиценза за свободна документация на ГНУ. Прегледайте историята на редакциите на оригиналната страница, както и на преводната страница, за да видите списъка на съавторите. ВАЖНО: Този шаблон се отнася единствено до авторските права върху съдържанието на статията. Добавянето му не отменя изискването да се посочват конкретни източници на твърденията, които да бъдат благонадеждни. |